# Jugozapadna Azija
Jugozapadna Azija je subregija Azije koja obuhvaća njezin jugozapadni dio. Termin Zapadna Azija obično se koristi u pisanju o arheologiji i kasnoj prapovijesti regije. Visoka civilizacija Jugozapadne Azije se razvila već sredinom 4.tisućljeća pr. Kr. Za razliku od Bliskog istoka koji je nejasno definirana regija i koji općenito uključuje afričku državu Egipat, Zapadna Azija je čisto geografski termin koji obuhvaća jugozapadni kraj Azije.
Jugozapadna Azija se djelomično podudara s tradicionalnim europskim nazivima Bliski istok i Srednji istok, koji opisuju geografski položaj regije u odnosu na Europu radije nego vlastiti položaj unutar Aziji. Međunarodne organizacije (posebice UN), te afričke i azijske zemlje preferiraju uporabu termina Zapadna Azija umjesto Srednji istok zbog percipiranog eurocentrizma ovog povijesnog termina. U okviru kulturne i političke geografije Srednji istok ponekad obuhvaća sjevernoafričke zemlje poput Egipta. Iz sličnih se razloga regiji pripajaju Afganistan, srednja Azija i/ili Pakistan.
Ujedinjeni narodi u svojoj definiciji zapadnoazijske subregije također uključuju Armeniju, Azerbajdžan i Gruziju, iako se nalaze na Kavkazu koji razdvaja Aziju i Europu. Navedene tri zemlje također imaju sociopolitičke veze s Europom. Nasuprot tome Ujedinjeni narodi pridružuju Iran južnoj Aziji, a Egipat sjevernoj Africi.
Azijski dio Arapskog svijeta (uključujući Arabiju) naziva se na arapskom Mašrek.
Na tom području prevladavaju pustinjska i stepska klima. Te su klime nepovoljne za život te su takva područja stoga slabo naseljena.
što se tiče stanovništva, tu se uglavnom radi o indijskom tipu bijele rase.
Vidite kontinent i transkontinentalna zemlja za sljedeće definicije

## Teritoriji
Jugozapadna Azija se sastoji od sljedećih zemalja:
- Armenija
- Bahrein
- Cipar
- Irak
- Iran
- Izrael
- Jemen
- Jordan
- Katar
- Kuvajt
- Libanon
- Oman
- Pojas Gaze
- Saudijska Arabija
- Sinaj (istočni Egipat)
- Sirija
- Turska
- Ujedinjeni Arapski Emirati
- Zapadna obala

Granice Jugozapadne Azije ponekad se proširuju, pa obuhvaćaju:
- Azerbajdžan
- Gruzija
- čitav Egipat
- granični dijelovi srednje i južne Azije

Anatolija, Arabija, Kavkazija, Levant i Mezopotamija su subregije Jugozapadne Azije.

## Ostale subregije Azije
- Istočna Azija
- Jugoistočna Azija
- Južna Azija (Indijski potkontinent)
- Srednja Azija
- Sjeverna Azija (Sibir)
- Sjeverna Euroazija (prostire se na Europu)
- Srednja Euroazija (prostire se na Europu)

## Poveznice
- Stanovništvo i površina azijskih zemalja
- Srednji istok
- Bliski istok
- Mašrek

## Vanjske poveznice
Sestrinski projekti
|  | Zajednički poslužitelj ima stranicu o temi Jugozapadna Azija    |
|  | Zajednički poslužitelj ima još gradiva o temi Jugozapadna Azija |